# Kolpiner Seen
Kolpiner Seen este o arie protejată (arie specială de conservare — SAC, sit de importanță comunitară — SCI) din Germania întinsă pe o suprafață de 39,35 ha, integral pe uscat.

## Localizare
Centrul sitului Kolpiner Seen este situat la coordonatele 52°17′42″N 13°59′41″E / 52.295°N 13.9947°E.

## Înființare
Situl Kolpiner Seen a fost declarat sit de importanță comunitară în martie 2004.

## Biodiversitate
Situată în ecoregiunea continentală, aria protejată conține 3 habitate naturale: Ape stătătoare oligotrofe până la mezotrofe, cu vegetație de Littorelletea uniflorae și/sau de Isoëto-Nanojuncetea, Lacuri eutrofice naturale cu vegetație de tip Magnopotamion sau Hydrocharition, Fânețe de joasă altitudine (Alopecurus pratensis, Sanguisorba officinalis).
La baza desemnării sitului se află mai multe specii protejate de  pești (2): zvârluga (Cobitis taenia), boarță (Rhodeus sericeus amarus).
Pe lângă speciile protejate, pe teritoriul sitului au mai fost identificate 15 specii de plante, 3 specii de amfibieni.